# Dodonaea hexandra
Dodonaea hexandra är en kinesträdsväxtart som beskrevs av Ferdinand von Mueller. Dodonaea hexandra ingår i släktet Dodonaea och familjen kinesträdsväxter. Inga underarter finns listade i Catalogue of Life.